# Storlaven
Storlaven är en sjö i Norrtälje kommun i Uppland och ingår i Norrtäljeån-Åkerströms kustområde. Storlaven ligger i Storlaven Natura 2000-område.